# Palmas Arborea
Palmas Arborea – miejscowość i gmina we Włoszech, w regionie Sardynia, w prowincji Oristano.
Według danych na rok 2004 gminę zamieszkiwało 1335 osób, 34,2 os./km². Graniczy z Ales, Oristano, Pau, Santa Giusta, Villa Verde i Villaurbana.